# Вичено (Вербано-Кузио-Осола)
Вичено (итал. Viceno) је насеље у Италији у округу Вербано-Кузио-Осола, региону Пијемонт.
Према процени из 2011. у насељу је живело 66 становника. Насеље се налази на надморској висини од 904 м.